# Станко Арамбашич
Станко Арамбашич (серб. кир.: Станко Арамбашић; Коларе, Османська імперія, сьогодні Сербія, 1764 — Смедерево, Османська імперія, 21 вересня 1798) — командир Сербського вільного корпусу, який звільнив частини Сербії під час Австро-турецької війни (1788—1791).

## Життєпис
Станко Арамбашич народився в 1764 році в регіоні Левач у селі Коларе (сьогодні муніципалітет Ягодина), був командувачем спеціальної сербської національної армії (також відомої як Народна армія Мустафи-паші), яка перебувала на службі у Османської імперії в той час, коли яничарські війська загрожували захопленням влади. За часів Мустафи-паші Станко був бімбашою. Пізніше він також був одним із лідерів Сербського вільного корпусу на службі австрійських імперських сил під час Австро-турецької війни (1788—1791) У «Пам'ятнику відомим людям сербського народу останніх часів» Мілана Мілічевича стверджується, що Станко народився у Великому Селі, в районі Белграда, хоча у примітці зазначено, що, згідно з Вуком Караджичем, він народився в Коларе в Левачі. Дані в книзі Вука Караджича є більш надійним джерелом для Станко Арамбашича, насправді він народився в Коларе поблизу Ягодини, оскільки історик Першого сербського повстання Лазар Арсенійович Баталака також підтверджує цей факт.
Станко був середнього зросту, дуже гарний, бойовий сміливий. Він був добровольцем у Сербському вільному корпусі в бурхливий час Кочиної Країни. Під час правління Хаджі Мустафи-паші в 1792 році став бімбашою. У битві під Коларе на початку серпня 1793 року йому вдалося перешкодити яничарам і ренегату Осману Пазвантоглу віддати під свою владу Белградський пашалик. Ходили чутки, що його спеціальна армія, яку він очолив, налічувала понад 16 000 сербів, в основному складалася з раджі (що означає «простий народ») і колишніх ветеранів Вільного корпусу. З них кожні п'ятдесят чоловік мали свого булюкбашу, більше сотні — харамбашу і понад тисячу - бінбаші, так само як і турецькі військові чини. Кожен солдат повинен був мати дві сумки: одну для білизни (дві сорочки, двоє трусів і одну пару нових черевиків), а іншу для їжі (хліб і продукти). Кожен мав бути озброєний одним мушкетом, ятаганом і двома пістолями.
У 1797 році військова експедиція Хусейна Кучук-Алії -паші не змогла завоювати Видин або захопити Османа Пазвантоглу, тому він разом з яничарами наприкінці листопада знову спробував анексувати Смедерівський санджак. Зіткнення відбулися в околицях Великого Села, звідки армія Станка захищала Белградський пашалик. Після запеклих боїв яничари були вигнані з Белграда, а Пазваноглу втік назад до Видина. Члени Порти незабаром зрозуміли, що стабільність Османської імперії сильно похитнулася, і негайно вжили жорстких заходів проти сербів, які брали участь в австро-турецькій війні, і багатьох, таких як Коча Анджелкович і Рігас Ферайос убили. Тоді загинув і комбат Станко. За повідомленням Мілана Дж. Мілічевича, вбивство було скоєно в суботу, 21 вересня 1798 року, в Белграді в «маленькому циганському будинку» «когось» на ім'я Груя. Серби знайшли тіло Станко наступного дня в Єзаві і поховали його в селі під назвою Годомін, поблизу Смедерева.